# Tibor Navracsics

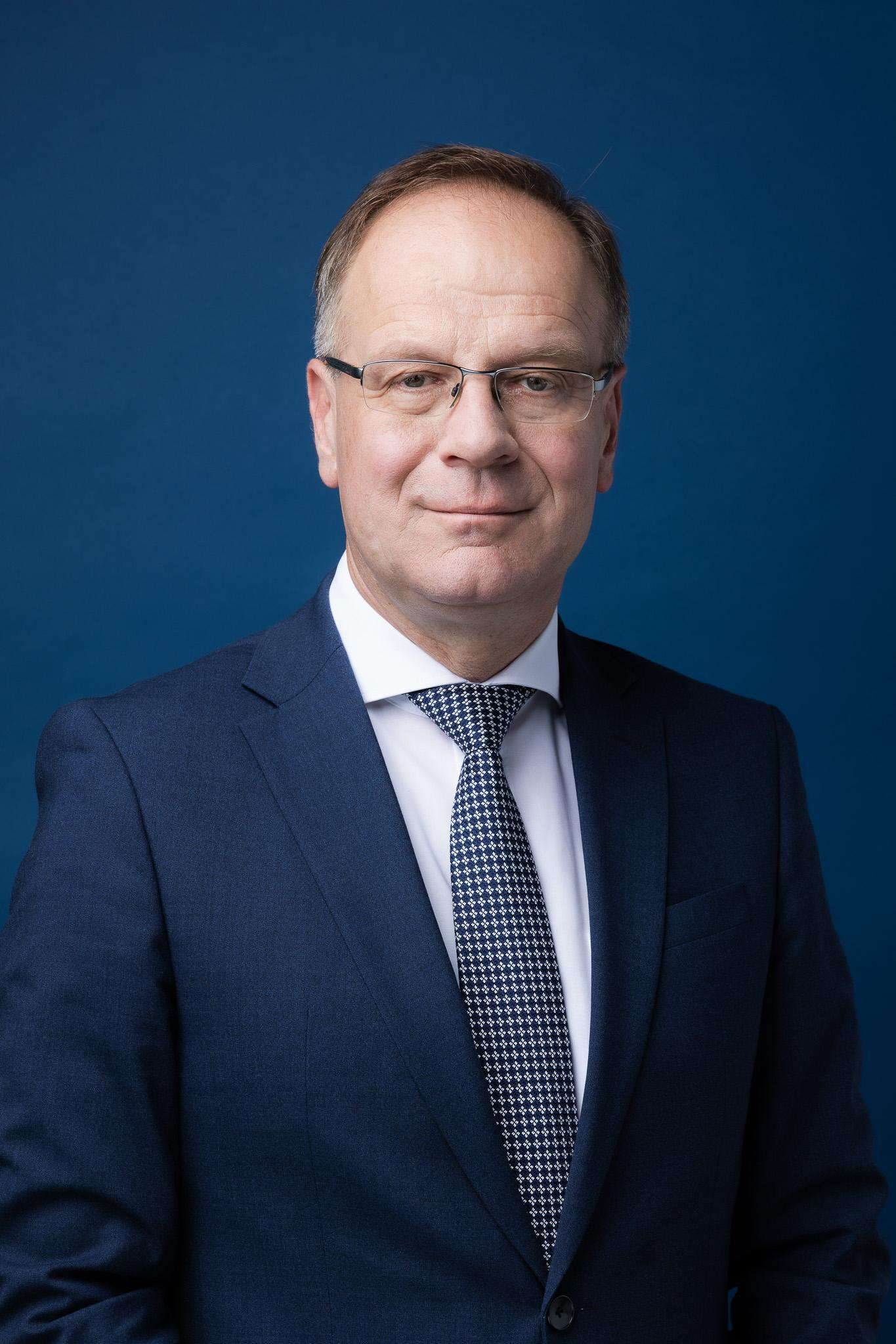
Tibor Navracsics (2023)

Tibor Navracsics (* 13. Juni 1966 in Veszprém) ist ein ungarischer Politiker  (KDNP, bis September 2022 Fidesz). Seit 2022 ist er im Kabinett Orbán V Minister für regionale Entwicklung. In der Kommission Juncker war er von 2014 bis 2019 Kommissar für Bildung, Kultur, Jugend und Sport. Von Juni bis September 2014 war er Minister für auswärtige Angelegenheiten und Handel. Zuvor war er von 2010 bis 2014 Minister für Verwaltung und Justiz.

## Leben
Navracsics studierte Rechtswissenschaften, hat die Befähigung zum Richteramt und war bis 1992 als Anwalt tätig. Anschließend lehrte er Politik und Soziologie an einer Lehrerbildungseinrichtung. 1997–2001 lehrte und forschte er an der Corvinus-Universität Budapest, wo er einen Ph.D. in Politikwissenschaften erwarb. Danach wechselte er ins Büro des Ministerpräsidenten Viktor Orbán, wo er die Informationsabteilung leitete. Seit 2010 war Navracsics Minister für Verwaltung und Justiz im Kabinett Orbán II. Zudem war er seit 2010 stellvertretender ungarischer Ministerpräsident. Während seiner Amtszeit als Justizminister kritisierte im Jahr 2012 Thorbjörn Jagland, Generalsekretär des Europarats, das neu geschaffene ungarische Landesrichteramt, das durch mangelnde Rechenschaftspflicht und Kontrolle nicht mit der Unabhängigkeit der Justiz im Einklang sei. 2014 wurde er EU-Kommissar für Bildung, Kultur, Jugend und Sport. Das EU-Parlament hatte ihn zunächst abgelehnt. Seinem Kommissariat wurde daraufhin die Zuständigkeit für Bürgerrechte entzogen. Seine Amtszeit als EU-Kommissar endete mit dem Amtsantritt der Kommission von der Leyen I am 1. Dezember 2019.

## Schriften (Auswahl)
- Európai belpolitika (Internationale Politik in der Europäischen Union). Budapest: Korona, 1996
- Political Analysis of the European Union, Korona, 1996
- Political Communication, 2004 (gemeinsam mit István Hegedűs-Szilágyi-Mihály Gál-Balázs Sipos)